# KMFDM
KMFDM (акроним от грамматически неверного нем. Kein Mehrheit Für Die  Mitleid; см. также происхождение названия ) — германо-американская индастриал-рок-группа, образованная в Париже в 1984 году. За время своего существования состав группы неоднократно менялся, её единственным постоянным участником является фронтмен — музыкант-мультиинструменталист Саша Конецко.
Состав группы, оформившийся в первые годы её деятельности, включала в себя помимо Конецко немецкого барабанщика Эн Эша и британского вокалиста Рэймонда Уоттса; последний впоследствии неоднократно выходил из группы и присоединялся к ней вновь. В этой форме группа записала в западной Германии свои первые студийные альбомы. В 1991 году Конецко и Эш переехали в США, где группа получила славу, издаваясь на влиятельном лейбле Wax Trax! Records; ранее же в 1990 году в состав группы вошёл немецкий гитарист Гюнтер Шульц, который вместе с Эшем участвовал в группе вплоть до её роспуска в 1999 году. Конецко возродил группу — без участия Эша и Шульца — в 2002 году; к 2005 году обновлённая группа оформилась как квинтет, помимо Конецко включающий в себя американскую вокалистку Лючию Чифарелли и трио британских музыкантов: барабанщика Энди Сэлвэя, гитаристов Джулза Ходжсона и Стива Уайта. Помимо вышеозначенных, многие другие музыканты участвовали в студийной и концертной деятельности группы. За более чем тридцать лет KMFDM выпустила двадцать студийных альбомов и более чем два десятка сопутствующих синглов; в совокупности проданный тираж релизов группы составил более чем 2 миллиона экземпляров.
Критиками KMFDM считается одной из первых групп, популяризировавших «индустриальную» музыку в мейнстримной среде. Звучание группы, определяемое её фронтменом термином «ультра-хэви-бит», включает в себя одновременное использование мужского и женского вокала; сочетание «металлических» риффов с «электронными» синтезаторами и техниками семплирования; сильную политическую составляющую в текстах песен. KMFDM выступает с концертным туром как минимум один раз после основного релиза; участники группы известны своей доступностью для общения с фанатами как «в живую», так и в Интернете; также они, по отдельности либо совместно друг с другом и другими музыкантами, составляют сопутствующие проекты, такие как Pig, Excessive Force и Slick Idiot.

## История

### Начало деятельности (1984)
Группа KMFDM в момент своего основания представляла собой перформанс-проект, оформившийся как дуэт Саши Конецко с одной стороны и мультимедийного художника Удо Штурма (нем. Udo Sturm) с другой. На первом выступлении, которое состоялось 29 февраля 1984 года на открытии выставки молодых художников в парижском Большом дворце, Штурм играл на синтезаторе ARP 2600, тогда как Конецко — на пылесосах и пяти бас-гитарах с усилителями, расположенными по всему зданию; «участниками» выступления также стали четверо польских шахтёров, встреченных Конецко в борделе.

#### Название

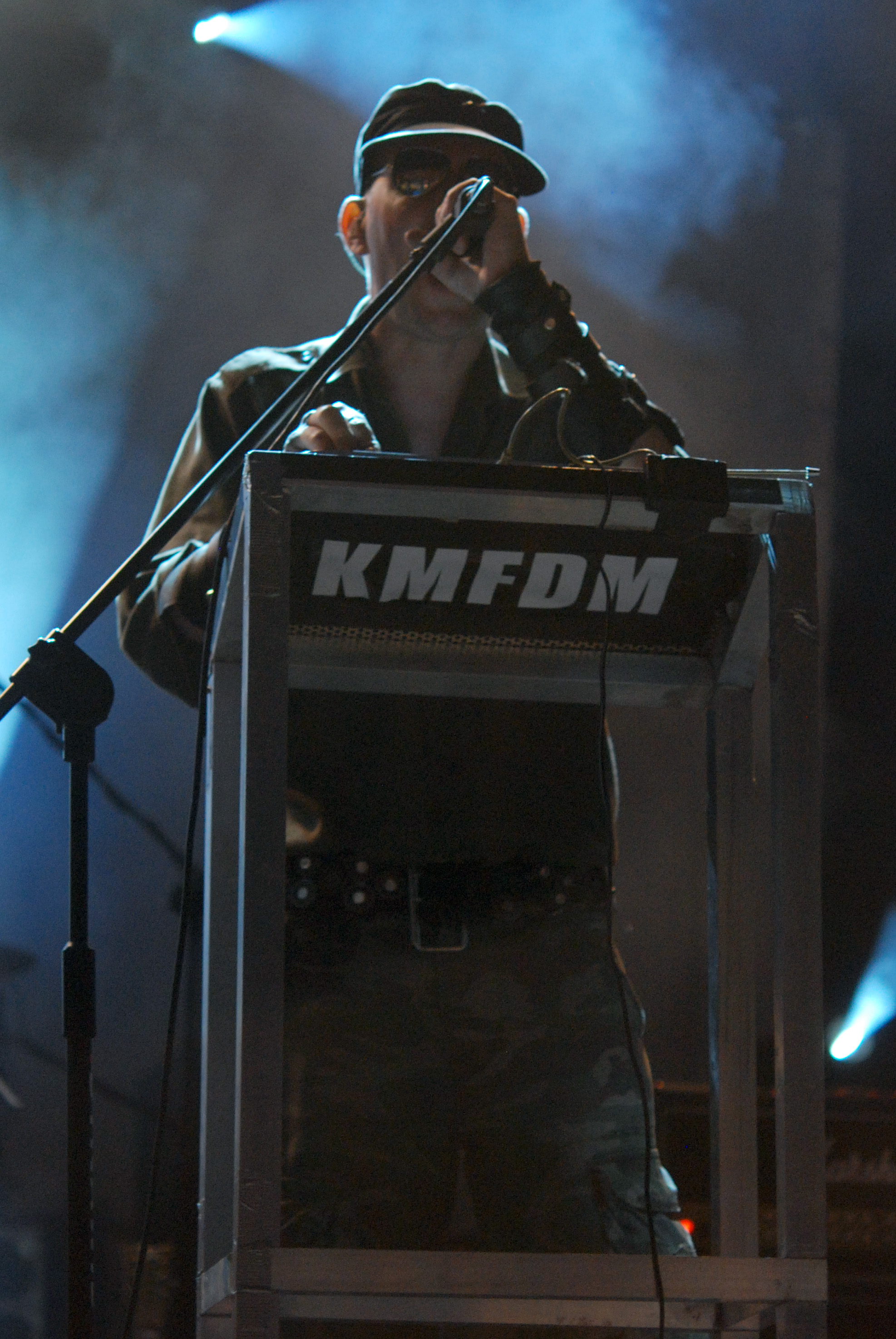
Саша Конецко на концерте KMFDM в Болькуве в 2009 году

Наименование KMFDM — акроним, составленный из грамматически неверной фразы «Kein Mehrheit Für Die Mitleid», которая, если поддерживать порядок чтения, буквально переводится как «Никакого большинства жалости»; в то же время традиционно (в том числе — в материалах группы) используется «вольный» перевод этого выражения на английский “no pity for the majority” (дословно с англ. — «никакой жалости большинству»). В исходной фразе артикли, предшествующие существительным Mehrheit и Mitleid, даны в неправильном роде, тогда как при корректном склонении фраза будет выглядеть как Keine Mehrheit für das Mitleid; при перестановке местами существительных во фразе получается грамматический верный вариант Kein Mitleid für die Mehrheit.
В интервью для журнала MK Magazine в 2003 году Конецко поясняет:

Утром 29 февраля 1984 года я просыпаюсь и иду на завтрак в парижской гостинице. Той ночью у нас было выступление на открытии выставки молодых художников. Нам был нужен девиз, который можно было бы напечатать на флаеры… На столе была газета на немецком, и я стал оттуда вырезать словечки и складывать их в крышку. Некоторые словечки мы вынули, сложили их и получили: «Kein Mehrheit Für Die Mitleid». Не самое правильное выражение относительно перевода, если говорить о грамматике, но превосходное для дадаистского (sic!) утреннего настроения. Потом, при возвращении в Гамбург, я упомянул об этом Рэймонду [Уоттсу]. Ему понравилось, но у него были проблемы с правильным произношением. И вот он предложил: «Почему бы тебе не назвать её просто KMFDM»? Вот как-то так. Мы были KMFDM…
Оригинальный текст (англ.)On the morning of February 29th, 1984 I woke up and went down to breakfast at a hotel in Paris. We had a show that night opening for an exhibition for young European artists. ... we needed a motto for the night so that we could make up some fliers and post them around. There was a German newspaper on the table and so I started cutting out words and threw them all into a cap. We picked a few of them out and it read "Kein Mehrheit Für Die Mitleid". It's kinda improper German in regards to its translation but in the DA-DA-esque [sic] mindset of the early morning it made perfect sense. So when I was on my way back to Hamburg I'd mentioned it to Raymond [Watts]. He liked it but he was having difficulty pronouncing it correctly. So finally he said, 'Why don't you just call it KMFDM?' So that was it. We were KMFDM.

### Первые альбомы (1984—1989)

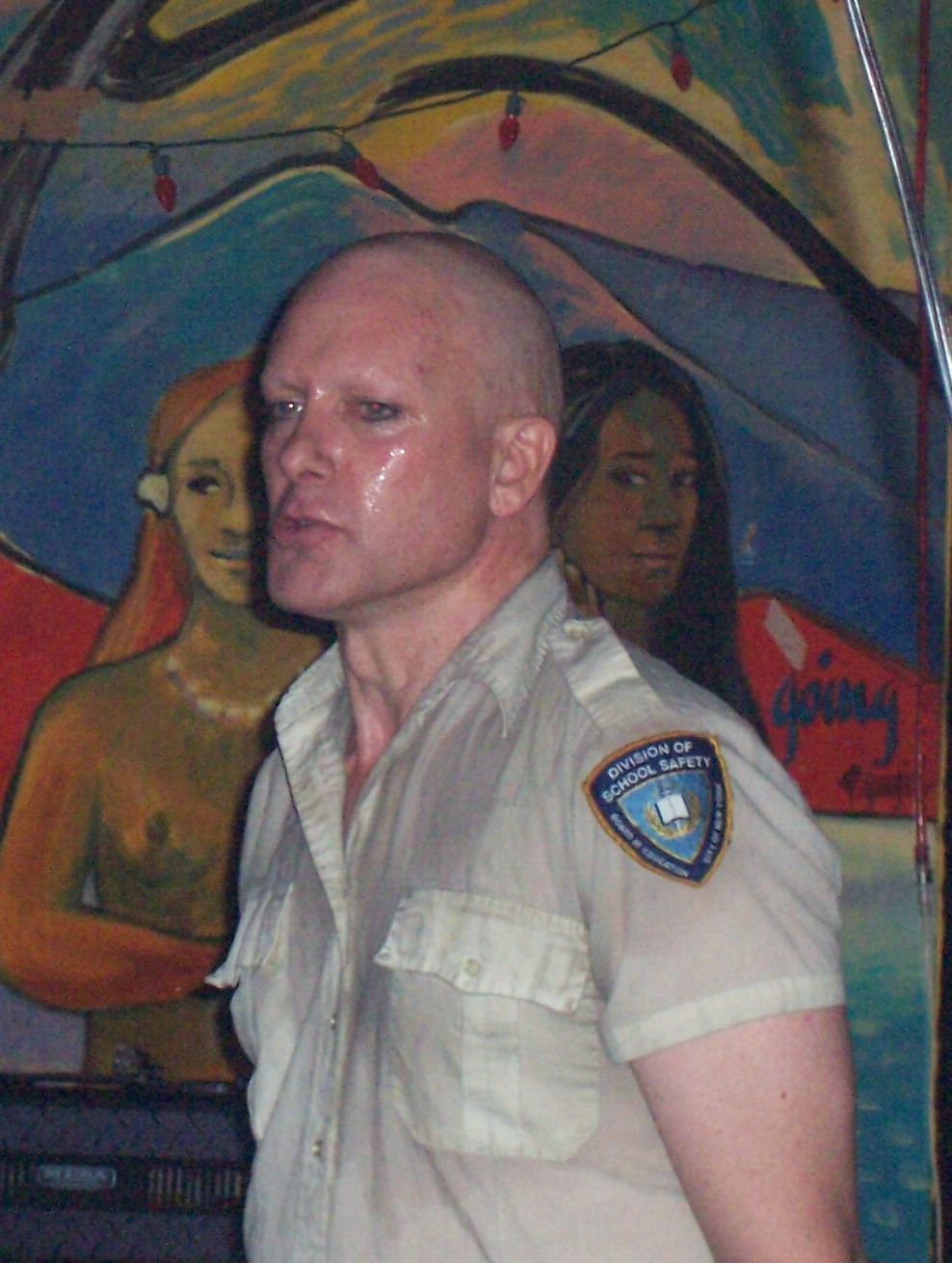
Эн Эш (на кадре — в составе Slick Idiot в 2006 году) был постоянным участником группы в течение 13 лет — с 1986 по 1999 год

Штурм вскоре покинул команду, но Конецко продолжил выступать; одно время в группе с Конецко было до двадцати человек, занимавшихся на сцене различными трюками, такими как глотание огня или метание бутафорских внутренностей в зрителей. Вернувшись в Гамбург, Конецко присоединился к Питеру Миссингу в его новой группе Missing Foundation. Вскоре к ним присоединился барабанщик Никлаус Шандельмайер (нем. Nicklaus Schandelmaier), переехавший в Гамбург из Франкфурта; в скором времени он принял псевдоним Эн Эш. Хотя группа в этом составе успела выступить с концертами, Конецко и Эш вышли из неё прежде, чем записали какой-либо материал, и продолжили сотрудничество уже в рамках KMFDM вместе с выходцем из Англии Рэймондом Уоттсом — владельцем звукозаписывающей студии в Гамбурге, сотрудничавшим с группами Psychic TV и Einstürzende Neubauten, а также с проектами Джима Тёрлуэлла.
В этом составе группа выпускает свой первый кассетный альбом Opium, который принёс группе небольшую известность среди посетителей андерграундных клубов Гамбурга. В 1986 году на лейбле Z Records выходит второй альбом группы — What Do You Know, Deutschland?. Песни из этого альбома были записаны в период с 1983 по 1986 год; некоторые из них относятся к периоду, предшествовавшему как созданию группы, так и появлению в ней Эн Эша. В начале 1987 года выходит сингл «Kickin' Ass»; треки из этого сингла вошли в британское издание альбома, выпущенное в 1987 году лейблом SkySaw Records. Автором обложки британского издания альбома выступил художник Эйдан Хьюз (англ. Aidan Hughes), более известный под псевдонимом Brute! и впоследствии ставший оформителем практически всех последующих релизов группы (см. ниже).
Уоттс, приняв участие в записи всего трёх песен для изданного в 1988 году альбома Don't Blow Your Top, вышел из группы, чтобы запустить собственный проект под названием Pig. Приняв участие в деятельности гамбургской андерграундной сцены и издаваясь на европейских лейблах, KMFDM установила связи с влиятельным лейблом Wax Trax! Records, когда последний лицензировал для распространения в США альбом Don’t Blow Your Top. Альбом, спродюсированный Эдрианом Шервудом, был описан обозревателем портала AllMusic Дэйвом Томпсоном как «равно подчёркивающий группу и продюсера».

### Успех в США (1990—1994)
Четвёртый студийный альбом KMFDM, получивший название UAIOE, был записан и издан в 1989 году в Европе и США; 16 декабря 1989 года группа впервые прилетела в США, где провела совместный тур с группой Ministry; фронтмен последней Эл Йоргенсен, представляя KMFDM, описал её как «гитарный батальон, марширующий по Европе». На этом же туре участники группы стали использовать в качестве расшифровки акронима фразу «Kill Motherfucking Depeche Mode», дразня ей не понимавших немецкого журналистов. Позднее KMFDM подписала контракт с Wax Trax! Records на выпуск своих последующих релизов; первым из их числа стал изданный в ноябре 1990 года альбом Naïve. Записанный в Гамбурге после возвращения из США, этот альбом стал дебютным для гитариста Гюнтера Шульца, в то время действовавшего под псевдонимом Светланы Амбросиус. Ремикс на заглавную песню альбома стал первым хитом группы, достигнув 21-й позиции в хит-параде Dance/Club Play Songs журнала Billboard. Позднее альбом был отозван из-за проблем с авторскими правами, связанных с использованием в песне «Liebeslied» отрывка из кантаты Карла Орфа «Кармина Бурана». Новая версия альбома под названием Naïve/Hell to Go была издана в 1994 году, включив в себя помимо треков из оригинального альбома несколько ремиксов; ремикс на «Liebeslied», включенный в этот релиз, не содержал в себе проблемного семпла — на записи он был заменён основанной на нём мелодией.
В 1991 году Конецко переезжает в Чикаго; на следующий год туда же переезжает Эш, и в скором времени KMFDM становится частью чикагской «индустриальной» сцены, в которой наиболее влиятельными группами были Ministry, Revolting Cocks и My Life with the Thrill Kill Kult. По словам Конецко:

Мы приехали из Германии, и нам надо было иметь какую-то работу, чтобы позволить себе быть KMFDM, и вдруг — все оказываются в Штатах и продают там тысячи тысяч (sic!) чёртовых пластинок!
Оригинальный текст (англ.)We came from Germany and we all had to have day jobs and work our asses off to afford to be KMFDM and all of a sudden were in the states and were selling thousands of thousands of [sic] fucking records!

В июне 1991 года выходит сингл «Split», который не был столь же успешен, как предыдущий, достигнув в июле 46-й позиции в хит-параде Dance/Club Play Songs. В этом же году Конецко объединился с Баззом Маккоем из TKK; в рамках созданного ими проекта Excessive Force в 1991 году был выпущен альбом Conquer Your World; ещё один альбом этого проекта, под названием Gentle Death, был записан и издан в 1993 году. В конце 1991 года Конецко и Эш начинают по отдельности записывать материал для шестого студийного альбома, результатом чего стало появление двух отдельных релизов — отвергнутый лейблом материал за авторством Эша лёг в основу его дебютного сольного альбома Cheesy; официальный альбом KMFDM, изданный в начале 1992 года под названием Money, использовал в своей основе материал за авторством Конецко. Сингл на песню «Vogue», изданный в январе 1992 года, в мае достиг 19-й позиции в хит-параде Dance/Club Play Songs; последовавший за ним в апреле сингл «Money» достиг в июле 36-й позиции в этом же хит-параде. В поддержку альбома KMFDM отправились в концертное турне под названием «Aloha Jerry Brown», в котором принял участие Крис Вренна (на тот момент — барабанщик концертного состава Nine Inch Nails). Вернувшись в Чикаго, KMFDM, к которой во время тура присоединился гитарист Марк Дюрант, узнали о скором банкротстве Wax Trax! и запланированной в связи с этим на ноябрь 1992 года реорганизации согласно главе 11 Кодекса США о банкротстве. Приступив к студийной работе в начале 1993 года, KMFDM записывают свой седьмой студийный альбом под названием Angst, изданный в октябре 1993 года и разошедшийся разошёлся больше 100 тысяч экземпляров в течение двух последующих лет; по словам Эн Эша, при сравнении двух альбомов — Money и Angst — последний ему представился более привлекательным. Группа впервые получает известность в мейнстримных медиа, когда видеоклип на песню «A Drug Against War», несмотря на резкое неприятие группой телеканала MTV, получил ротацию в эфире последнего и впоследствии появился в сериале «Бивис и Баттхед». Открывающий трек альбома Angst — песня «Light» — достиг в мае 1994 года 31-й позиции в хит-параде Dance/Club Play Songs.
Лейбл Wax Trax!, спасённый от банкротства вливанием средств из TVT Records, в марте 1994 года анонсировал релиз сборника Black Box – Wax Trax! Records: The First 13 Years; песни «Virus» и «Godlike», включенные в этот сборник, Томпсон называет «определяющими».

### Пик популярности (1994—1998)
Середина и конец 1990-х годов стали для KMFDM самыми успешными как в коммерческом плане, так и в плане публичной популярности. После выпуска Angst Конецко и Эш переехали в Сиэтл и Новый Орлеан соответственно. В Сиэтле группа, к которой присоединились вернувшийся Уоттс и вновь прибывший барабанщик Уильям Рифлин, записала свой восьмой студийный альбом Nihil. Изданный в апреле 1995 года, альбом достиг шестнадцатой позиции в хит-параде Heatseekers журнала Billboard; по состоянию на осень 2016 года его совокупные продажи составили 209 тысяч экземпляров. Открывающий трек альбома — песня «Ultra» — вошла в саундтрек американского видеорелиза аниме-фильма Street Fighter II: The Animated Movie. Песня «Juke Joint Jezebel», изданная дебютным синглом из альбома, стала одной из самых узнаваемых за всё время существования группы, появившись в фильмах «Плохие парни» и «Смертельная битва»; при этом сам Конецко говорит в комментарии для Billboard в сентябре 2016 года, что не в восторге от такой популярности песни.
Комментируя частую смену музыкантов после выхода Nihil, Конецко говорит следующее: «Это как если бы я с Эн [Эшем] были звёздами, а другие музыканты — планетами, которые приходят и вращаются вокруг нас». Относительно динамики в дуэте он и Эш говорят, что несмотря на то, что между ними как авторами есть различия, они поддерживают их как команду.
В конце 1995 года глава Wax Trax! Джим Нэш — близкий друг группы — умер от ВИЧ-ассоциированного заболевания; после этого Сиэтл становится главной базой KMFDM. Уоттс, приняв участие в турне в поддержку Nihil, покинул группу и вернулся к деятельности в Pig. Эш также отделился от команды, и изданный летом 1996 года альбом Xtort — девятый в дискографии группы — был записан практически без его участия; вместо этого Конецко пригласил к записи других музыкантов из «индустриальной» сцены и студийных музыкантов из других жанров. Разошедшись тиражом более чем 200 тысяч экземпляров, Xtort стал первым альбомом KMFDM, попавшим в хит-парад Billboard 200; достигнув в последнем 92-й позиции, Xtort также стала наивысшим достижением группы в пределах этого хит-парада. Открывающий трек альбома — песня «Power» — была наиболее раскрученной в истории группы — она была включена на бесплатный семплер, распространённый Wax Trax! в количестве больше 100 тысяч экземпляров. По собственному признанию Конецко, Xtort — наиболее им любимый альбом 1990-х.
Эш вернулся в команду для записи десятого студийного альбома; известный под формальным названием Symbols, он был издан осенью 1997 года. Помимо Эша и вновь вернувшегося Уоттса, в записи приняли участие гостевые музыканты: Нивек Огр из распущенной на тот момент Skinny Puppy и басистка Эбби Трэвис; также в этом альбоме впервые появился шведский музыкант Тим Шёльд, выступивший соавтором и вокалистом в песне «Anarchy». Открывающий трек — песня «Megalomaniac» — вошла в саундтрек фильма «Смертельная битва 2: Истребление».
В 1998 году KMFDM выпустила два сборника: первый, под названием Retro, включил в себя наиболее популярные треки группы из альбомов 1988—1996 годов; второй, под названием Agogo — студийные раритеты и ранее неизданные композиции (в том числе — кавер-версию песни «Mysterious Ways» ирландской группы U2).

### Роспуск (1999)
Одиннадцатый студийный альбом KMFDM, записанный в 1998 году, должен был стать последним в рамках контракта с Wax Trax!/TVT, на что указывало его название — Adios; почти все песни для него были написаны и исполнены совместно Конецко и Шёльдом, тогда как роль Эша и Шульца свелась к минимуму; как и ранее на Symbols, в записи участвовали Огр и Рифлин, к которым присоединилась немецкая певица Нина Хаген. В конечном счёте этот альбом стал последним для команды в тогдашнем виде; по словам Конецко и Эша, напряжение в группе, назревавшее во время записи Symbols, в конечном счёте не позволило далее поддерживать совместную деятельность; 22 января 1999 года было объявлено о роспуске группы. Три месяца спустя — 20 апреля того же года — был издан альбом Adios, достигший 189-й позиции в хит-параде Billboard 200; заглавный трек, по оценке обозревателя AllMusic Джины Болдман, стал «горьким прощанием».
По случайности дата выпуска альбома совпала с днём рождения Адольфа Гитлера и, — как оказалось позднее, — днём массового убийства в школе «Колумбайн»; в свете последнего стало известно, что тексты некоторых песен KMFDM — «Son of a Gun», «Stray Bullet», «Waste» — были размещены на личной странице Эрика Харриса. Среди журналистов появились предположения о связи инцидента с «тяжёлой» музыкой и нацизмом, хотя один из них также написал: «Группа сочинила некоторые песни с таким текстом, что любой не понимающий иронии человек легко увидит в ней призыв к насилию». В ответ Конецко выпустил на сайте группы следующее заявление:

В первую очередь, мы (KMFDM) хотели бы выразить сочувствие родным и близким пострадавших в Литтлтоне. Мы, как и многие в стране, глубоко потрясены тем, что там произошло вчера.
KMFDM являются не политической партией, но формой искусства. С самого начала наша музыка была протестом против войны, угнетения, фашизма и насилия по отношению к другим. Хотя некоторые (в том числе бывшие) участники группы являются немцами, как было замечено в СМИ, никто из нас не принимает нацистской идеологии.
Оригинальный текст (англ.)First and foremost, KMFDM would like to express their deep and heartfelt sympathy for the parents, families and friends of the murdered and injured children in Littleton. We are sick and appalled, as is the rest of the nation, by what took place in Colorado yesterday.
KMFDM are an art form – not a political party. From the beginning, our music has been a statement against war, oppression, fascism and violence against others. While some of the former band members are German as reported in the media, none of us condone any Nazi beliefs whatsoever.

### Деятельность побочных проектов. Возрождение (2000—2002)
После роспуска группы Эш и Шульц собрали группу Slick Idiot; их дебютный студийный альбом под названием DickNity был издан в 2001 году на лейбле Itchy Records. Конецко и Шёльд, к которым присоединилась вокалистка Лючия Чифарелли из «альтернативной» команды Drill, продолжили свою деятельность в рамках проекта MDFMK. Единственный студийный альбом, одноимённый группе, был выпущен в марте 2000 года на лейбле Republic Records; сопутствующий концертный тур прошёл в Северной Америке в том же году. Продолжать контракт с Republic Records Конецко отказался по причине несогласия с позицией лейбла на запись «коммерчески доступной» музыки. Как сообщает дальше Конецко, он, освободившись от контракта, связался по телефону с представителями лейбла Metropolis Records и спросил последних насчёт возможности принять к себе KMFDM. Лейбл согласился, хотя на тот момент только сам Конецко был готов участвовать. Также свою роль сыграл «общественный запрос»; Конецко признаётся, что получал по своей почте множество сообщений от фанатов с просьбами вернуть группу.
Первые сведения о возрождении группы появились в апреле 2001 года. Позднее стал известен состав команды: помимо «костяка» из числа участников MDFMK: Конецко, Шёльда и Чифарелли, в неё вновь вошли Уоттс и Рифлин; Эш и Шульц, хотя и получили предложение принять участие, в итоге отвергли его. В материале для газеты Deseret News Конецко говорит, что в новой форме KMFDM выглядит и ощущается «так же, как и в самом начале», избавившись от противоречий предшествующего периода. Хотя в интервью для MK Magazine Конецко говорит, что не исключает возможности возвращения Эша в команду, в более поздних интервью он признаёт, что сложившийся состав — «лучший» из тех, с которыми работал; в материале Billboard от 2016 года он расценивает воссоединение с Эн Эшем как маловероятное.
Первым релизом возрождённой KMFDM стал вышедший в феврале 2002 года мини-альбом Boots с кавер-версией песни Ли Хезлвуда «These Boots Are Made for Walkin'», известной в исполнении Нэнси Синатры. Вслед за ним в следующем месяце был выпущен альбом Attak — первый после возрождения; несмотря на смешанные отзывы прессы, он продержался четыре недели в хит-параде Independent Albums, достигнув 11-й позиции. В этом же 2002 году группа организует свой собственный лейбл; первым релизом последнего — с номером KMFDM001 — стал альбом Opium.

### Новый состав (2003—2007)

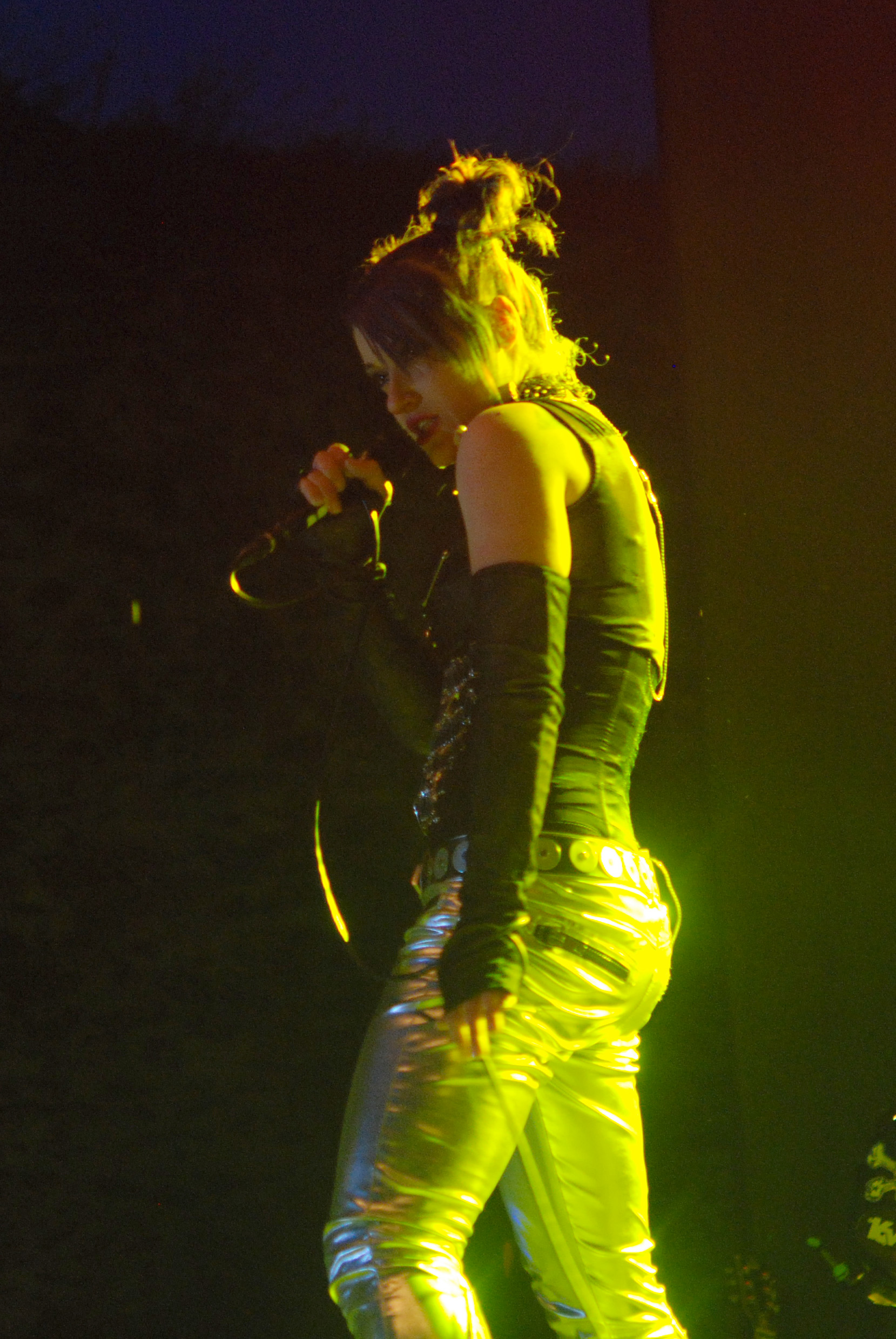
Лючия Чифарелли на концерте KMFDM в Болькуве в 2009 году

После тура в поддержку Attak Шёльд перешёл в состав Marilyn Manson; в последующие годы один за другим в KMFDM вошли товарищи Уоттса по Pig: гитарист Джулз Ходжсон, уже игравший в Attak; барабанщик Энди Сэлвей, впервые сыгравший для альбома WWIII в 2003 году; и гитарист Стив Уайт, после тура в поддержку WWIII принявший участие в записи альбома Hau Ruck. Все трое вместе с Уоттсом и Чифарелли были указаны как участники группы в тексте песни «Intro» — заключительной на WWIII, ставшем, однако, последним на данным момент релизом с участием Уоттса. Достигнув 3-й позиции в хит-параде Dance/Electronic Albums, альбом продержался в нём семь недель.
Вскоре после релиза WWIII Конецко приступил к записи музыки для видеоигры Spider-Man 2, изданной в 2004 году; в том же году был выпущен сборник 84-86, содержавший ранее не изданные записи 1984—1986 годов. Альбом Hau Ruck, выпущенный осенью 2005 года, добился почти такого же успеха, как и WWIII; достигнув в вышеозначенном хит-параде Dance/Electronic Albums 5-й позиции, он продержался там восемь недель; также альбом на одну неделю появился в хит-параде Independent Albums, достигнув 48-й позиции. В 2006 году был выпущен сопутствующий ремикс-альбом под названием Ruck Zuck.
Конецко прибегнул к новому подходу при записи альбома Tohuvabohu, выпущенного в 2007 году. Как поясняет Конецко в интервью сайту Ultimate Guitar.com, в предшествующих альбомах основные идеи для песен исходили от него (Конецко) и Ходжсона; в этот раз он пригласил к работе Уайта и Сэлвея. Tohuvabohu вошёл в хит-парад Dance/Electronic Albums, продержавшись в нём три недели и достигнув 4-й позиции; в хит-параде Independent Albums альбом продержался одну неделю, достинув 29-й позиции. Сопутствующий ремикс-альбом под названием Brimborium был выпущен в 2008 году, на одну неделю появившись в хит-параде Dance/Electronic Albums на 20-й позиции.
Лейбл Metropolis Records в 2006 году анонсировал перевыпуск всех студийных альбомов KMFDM из каталога Wax Trax!, вышедших из печати в начале 2000-х. Все альбомы, прошедшие процедуру цифрового ремастеринга, были выпущены в хронологическом порядке в период с сентября 2006 года по май 2007 года. По словам Конецко, ремастеринг был произведен из-за обеспокоенности по поводу потери прав на каталог в случае банкротства TVT. Вскоре после этого — в октябре 2007 года — Конецко сообщил о своём скором переезде в Германию.

### Возвращение в Германию и последующая деятельность (с 2007)

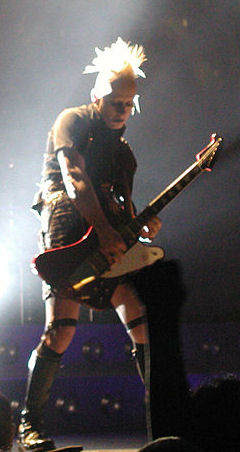
Тим Шёльд на концерте Marilyn Manson во Флоренции в 2007 году.

В 2007—2008 годах KMFDM вновь оказалась во внимании прессы в связи с случаями стрельбы в финских школах (в Йокела и в Каухайоки). Как и прежде в истории с «Колумбайн», СМИ пытались найти связь между преступниками и группой; было отмечено, что оба стрелка — Пекка-Эрик Аувинен и Матти Юхани Саари — указывали KMFDM среди своих любимых групп. В интервью для NRK Конецко прокомментировал эти заявления; по его словам, оба инцидента стали следствием феномена подражания случаю в «Колумбайн».
В 2008 году, помимо ремикс-альбома Brimborium, KMFDM выпустила также трёхчастную компиляцию Extra, включившую в себя все композиции из синглов 1988—1998 годов, а также из оригинальных изданий альбомов What Do You Know, Deutschland и Don’t Blow Your Top. В начале 2009 года KMFDM Records выпустила альбом Skold vs. KMFDM — совместный проект Шёльда и Конецко, записанный летом и осенью 2008 года.
Шестнадцатый студийный альбом группы под названием Blitz, выпущенный в марте 2009 года, был отмечен участием на записи Шёльда при весьма ограниченной роли других участников, оставшихся в США после переезда Конецко в Германию; в хит-параде Dance/Electronic Albums альбом продержался четыре недели, достигнув четвёртой позиции; в начале 2010 года вышел сопутствующий ремикс-альбом Krieg. В сентябре этого же года были одновременно выпущены сборники Würst и Greatest Shit.
9 декабря 2010 года на сайте KMFDM было размещено изображение со следующим текстом: «Все системы взломаны. Интернет был отключен»; вскоре для прослушивания и скачивания стала доступна песня «Rebels in Control», написанная в поддержку Джулиана Ассанжа и его проекта Wikileaks.
Бывшие участники группы — Уоттс, Эш, Шульц и Дюрант — приняли в апреле 2011 года участие на мероприятии Wax Trax! Retrospectacle, прошедшем в Чикаго в честь 33-летия Wax Trax! Records; совместно с Моной Мур музыканты исполнили избранные песни KMFDM из альбомов 1980-х—1990-х годов. Конецко изъявил желание выступить с текущим составом группы, но оно было отклонено организаторами мероприятия.
В этом же месяце KMFDM выпустила свой семнадцатый студийный альбом — WTF?!, в записи которого, помимо основного состава, приняло участие — по выражению Конецко — «множество гостевых музыкантов»: возвратившийся Рифлин, Коити Фукуда из Static-X, Фри Домингез из Kidneythieves и Уильям Уилсон из Legion Within. Открывающий трек альбома — песня «Krank» — стал дебютным синглом из альбома, получив популярность в немецких и американских чартах; на одну неделю альбом продержался в хит-параде Dance/Electronic Albums, попав на 8-ю позицию. В феврале 2012 года началась работа над восемнадцатым студийным альбомом, вышедшим в феврале 2013 года под названием Kunst; в поддержку альбома группа выступила с концертными турне по США и Европе весной и осенью этого же года; в октябре состоялся перевыпуск альбомов Opium и WWIII.
В мае 2014 года Конецко анонсировал на странице KMFDM в Facebook выпуск трёх новых релизов: концертного альбома We Are KMFDM, студийного альбома Our Time Will Come и сопутствующего сингла на песню «Genau (The German In You)». Our Time Will Come поступил в продажу 14 октября этого же года на грампластинках и компакт-дисках; сопутствующий концертный тур под названием «Salvation Tour» прошёл летом 2015 года в США и Канаде.
Летом 2016 года стало известно о подписании KMFDM контракта с лейблом earMusic — частью звукозаписывающего холдинга Edel AG; первым релизом KMFDM по новому контракту стал сборник Rocks — Milestone Reloaded, вышедший осенью 2016 года. В апреле 2017 года группа анонсировала к выпуску на 23 июня новый мини-альбом Yeah!; новый студийный альбом под названием Hell Yeah! и концертный тур в его поддержку намечены на август и октябрь этого года, соответственно.

## Характеристика

### Музыка и тексты

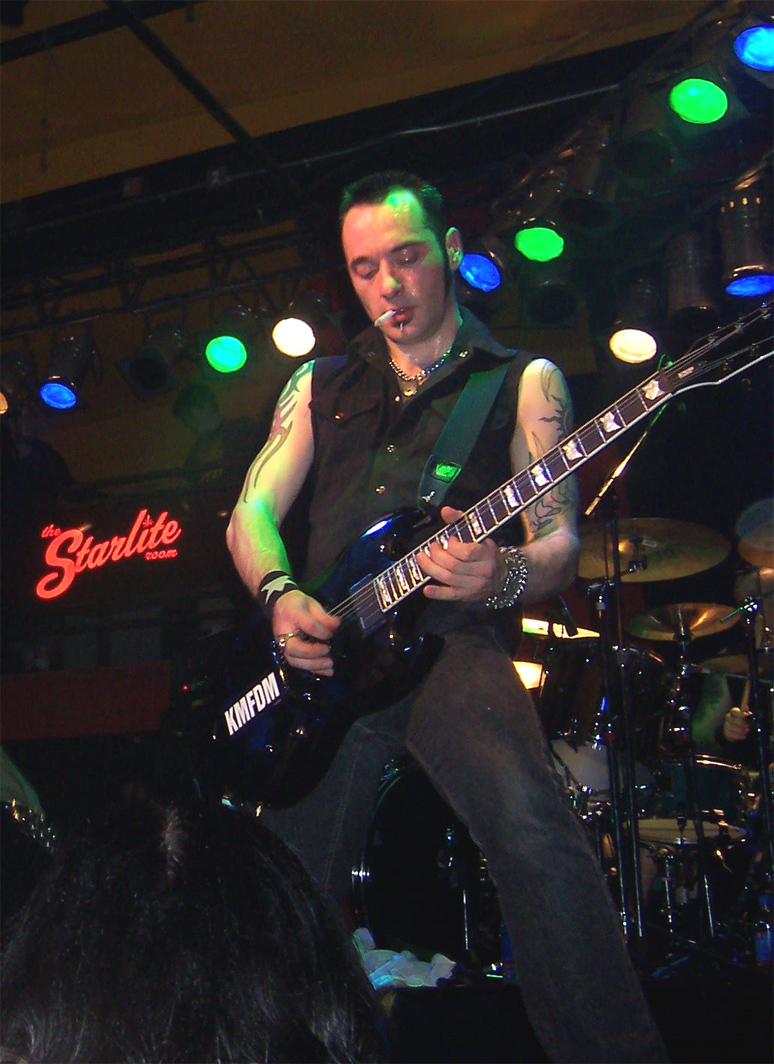
Джулз Ходжсон на концерте KMFDM в клубе The Starlite Room (Эдмонтон, Канада) в 2004 году.

Первое время своего существования KMFDM выступала в формате перформанса; Конецко на выступлениях использовал как немузыкальные инструменты (пылесосы и тому подобное), так и сопутствующие визуальные практики (горящие кровати, разбивание телевизоров). Оформив KMFDM как музыкальный проект, Конецко в формировании её звука руководствовался впечатлениями от групп хардкор-панка и «классического» индастриала, таких как GBH и Throbbing Gristle. Также, по словам Конецко, весомое влияние на него оказали влиятельные рок-исполнители 70-х годов: T. Rex, Элис Купер, Фрэнк Заппа, Дэвид Боуи и другие; отсылки к песням указанных исполнителей (вплоть до прямого цитирования текста) имеются в ранних композициях группы.
Альбомы 1980-х годов характеризуются активным использованием семплирования и студийных манипуляций со звуком; основными инструментами в этот период были синтезаторы и драм-машины. В то же время гитары также использовались в композициях, начиная с альбома Opium; в альбоме Angst этот аспект получил максимальное развитие. Не питавший особого интереса к «металлической» музыке Конецко, тем не менее, «увлёкся вырезанием ликов» во время работы с семплером E-Mu Emax в конце 1986 года. На рубеже 1980-х—1990-х годов звучание KMFDM складывается в законченном виде, в первую очередь характеризуясь активным использованием инструментов и практик как «тяжелой» музыки, так и электронной («индустриальной» в том числе); в различных альбомах эта основа совмещается с элементами даба, семплами из произведений академической музыки и инструментами иных категорий, помимо указанных. В это же время во многих песнях появляется женский лид- и бэк-вокал (из значимых: Дорона Альберти и Эбби Трэвис в 1990-х годах; Лючия Чифарелли с 2000-х). Многие музыканты, игравшие в группе, являются также мультиинструменталистами, что позволяет существенно расширить разнообразие в общий звуковой образ.
Музыкальными обозревателями KMFDM обычно относится к категории индастриала (в широком понимании этого термина); из более конкретных жанров в звучании группы указываются индастриал-рок, индастриал-метал, электро-индастриал и техно-индастриал. В самой группе её жанр описывается термином «ультра-хэви-бит» (англ. The Ultra-Heavy Beat); по словам Конецко, он при возможности назвал бы жанр своей команды термином «индастриал-альтернативный электроник-кроссовер-рок-н-дэнсабилли».
Среди тем, имеющихся в лирике группы, преобладающей, хотя и не единственной, является политическая; в связи с ней в песнях присутствуют высказывания против терроризма, насилия и цензуры; активно используются семплы из выпусков новостей по ТВ и радио, отрывки из речей политических лидеров. Помимо «политических» песен видное место в лирике занимают условно «гимновые» песни («Sucks», «Inane», «Kunst»), являющиеся больше самопародиями, нежели традиционными гимнами; в них, по выражению Хайди Макдональд из CMJ New Music Monthly, заметно «циничное самоотстранение в духе Steely Dan».

### Концертная деятельность
KMFDM в среднем выпускает один альбом раз в полтора года и выступает с концертным туром как минимум один раз в поддержку соответствующего альбома. На большинстве концертов участники группы общаются с фанатами до и после выступления, раздавая автографы, позируя для фотографов и отвечая на вопросы слушателей. Конецко, поддерживающий связь с фанатами через электронную почту и официальный сайт группы, и другие представители группы экспериментировали в части более прямого и открытого взаимодействия с фанатами. В 2002 году KMFDM запустила так называемую «Орду» (англ. Horde) — эксклюзивный фан-клуб, участники которого имели возможность посетить частные встречи с группой перед каждым выступлением; фичуретка, посвящённая «Орде», была включена на концертный DVD WWIII Live 2003.
Во время тура в честь 20-летия KMFDM — в 2004 году — был запущен проект Fankam, в рамках которого на каждом концерте тура выбирался один из зрителей для последующей съёмки представления на цифровую видеокамеру. Отснятый материал вошёл в состав сопутствующего концертного DVD, выпущенного в 2005 году. В 2011 году KMFDM вновь ввели этот проект для записи концертов тура «Kein Mitleid». В марте 2007 года KMFDM ввела так называемый «FanPhone» — специальный номер, на который фанаты могли оставлять голосовые сообщения; некоторые из таких сообщений были использованы в песне «Superpower» из альбома Tohuvabohu.

#### Концертные туры
В настоящем списке указываются все концертные туры группы в качестве хедлайнера, если не отмечено иное
| Время проведения    | Название тура                           | Места проведения                        | Примечание                                                                                             | Источник              |
| ------------------- | --------------------------------------- | --------------------------------------- | --- | --------------------- |
| 1989—1990           | «The Mind Is a Terrible Thing to Taste» | США                                     | Выступление на «разогреве» у Ministry                                                                  | [ 1 ]                 |
| 1990                | «Naïve»                                 | Европа                                  | Совместный тур с My Life with the Thrill Kill Kult                                                     | [ 1 ]                 |
| 1991                | «Split»                                 | США                                     | | [ 1 ]                 |
| июнь 1992           | «Aloha Jerry Brown»                     | США                                     | | [ 1 ] [ 22 ]          |
| октябрь-ноябрь 1992 | «KMFDM Sucks Money»                     | США                                     | | [ 1 ]                 |
| 1994                | «Angstfest»                             | США                                     | На «разогреве» выступали группы Sister Machine Gun и Chemlab                                           | [ 1 ]                 |
| май 1995            | «Beat by Beat»                          | США                                     | На «разогреве» выступала группа Dink                                                                   | [ 1 ] [ 113 ] [ 114 ] |
| осень-зима 1995     | «In Your Face»                          | США и Европа                            | На «разогреве» выступали группы God Lives Underwater and Genitorturers.                                | [ 1 ]                 |
| 1997                | «Symbols»                               | США и Европа                            | | [ 60 ]                |
| 2002                | «Sturm & Drang»                         | США                                     | Записи с концертов включены в альбом Sturm & Drang Tour 2002. На «разогреве» выступала группа 16 Volt. |                       |
| 2003                | «WWIII»                                 | США                                     | Записи с концертов включены в альбом WWIII Live 2003                                                   |                       |
| 2004                | «20th Anniversary»                      | США, Канада, Европа, Россия и Австралия | | [ 115 ]               |
| 2005                | «Hau Ruck»                              |                                         | | [ 76 ]                |
| 2006                | «Hau Ruck Zuck USSA»                    |                                         | | [ 76 ]                |
| 2009                | «Kein Mitleid»                          | США, Канада и Европа                    | | [ 76 ]                |
| 2010                | «Für Die Mehrheit»                      | Европа                                  | | [ 76 ]                |
| август 2011         | без названия                            | США и Канада                            | | [ 116 ]               |
| осень-зима 2011     | без названия                            | Европа                                  | | [ 116 ]               |
| лето 2012           | без названия                            | Германия, Бельгия и Франция             | | [ 117 ]               |
| март 2013           | «USSA 2013»                             | США                                     | | [ 87 ]                |
| апрель 2013         | «Europe 2013»                           | Европа                                  | | [ 87 ]                |
| осень-зима 2013     | «We Are KMFDM 2013»                     | США и Канада                            | На «разогреве» выступала группа Chant                                                                  | [ 118 ]               |
| лето 2015           | «Salvation Tour 2015»                   | США и Канада                            | На «разогреве» выступала группа Chant                                                                  | [ 119 ]               |

### Оформление альбомов

Обложка альбома Money (1992). В роли человека слева Brute! изобразил самого себя.

Начиная с 1987 года KMFDM поддерживает связь с британским художником Эйданом «Brute!» Хьюзом; последний, впервые появившись как автор обложки для британского релиза альбома What Do You Know, Deutschland?, впоследствии стал известен как автор «самого запоминающегося собрания обложек в истории рок-музыки». Помимо альбомов, работы Хьюза были использованы в видеоклипах на песни «A Drug Against War» и «Son of a Gun», а также на сопутствующих товарах.
Характерный стиль письма Хьюза, описываемый Колином Ларкиным как «броский», испытал влияние художников золотого века комиксов, советских конструктивистов, итальянских футуристов и работ графиков Линда Уорда и Франса Мазереля. В беседе с критиком Брайаном Шервином Хьюз отмечает, что на обложках он отражает то, как KMFDM «овладели рынком в индустриальном постмодернистском страхе». Изначально Хьюз был сильно ограничен, разрабатывая обложки исходя из музыки; позднее Конецко дал Хьюзу больше свободы в разработке темы обложки, что воплотилось на обложке альбома Money, отразившей разочарование художника в уличном образе жизни, который он вёл в то время; мысль, заключенную в обложке, Хьюз излагает так: «Не важно, какое искушение будет у тебя на пути — ты всё равно заплатишь».
Из всех студийных альбомов KMFDM лишь три не используют материал Хьюза: What Do You Know, Deutschland? в оригинальном варианте, «обложкой» которого послужила фотография дочери Михаила Горбачёва Ирины (в замужестве Вирганской); Opium, в оформлении которого были использованы эта и другие фотографии; и Nihil, оформление которого было создано художницей Франческой Сандстен — женой Уильяма Рифлина.

### Влияние и наследие
По состоянию на лето 2007 года совокупный проданный тираж записей KMFDM составил около двух миллионов экземпляров по всему миру. Критиками творчество группы оценивается в целом положительно, хотя по большей части это относится к работам, выпущенным с начала 1990-х годов. Говоря об альбомах What Do You Know, Deutschland? и Don’t Blow Your Top, обозреватели AllMusic отмечают их гораздо более «медленное» и «хрупкое» звучание по сравнению с UAIOE — более «уверенной» и «репрезентативной» записью с их позиции.

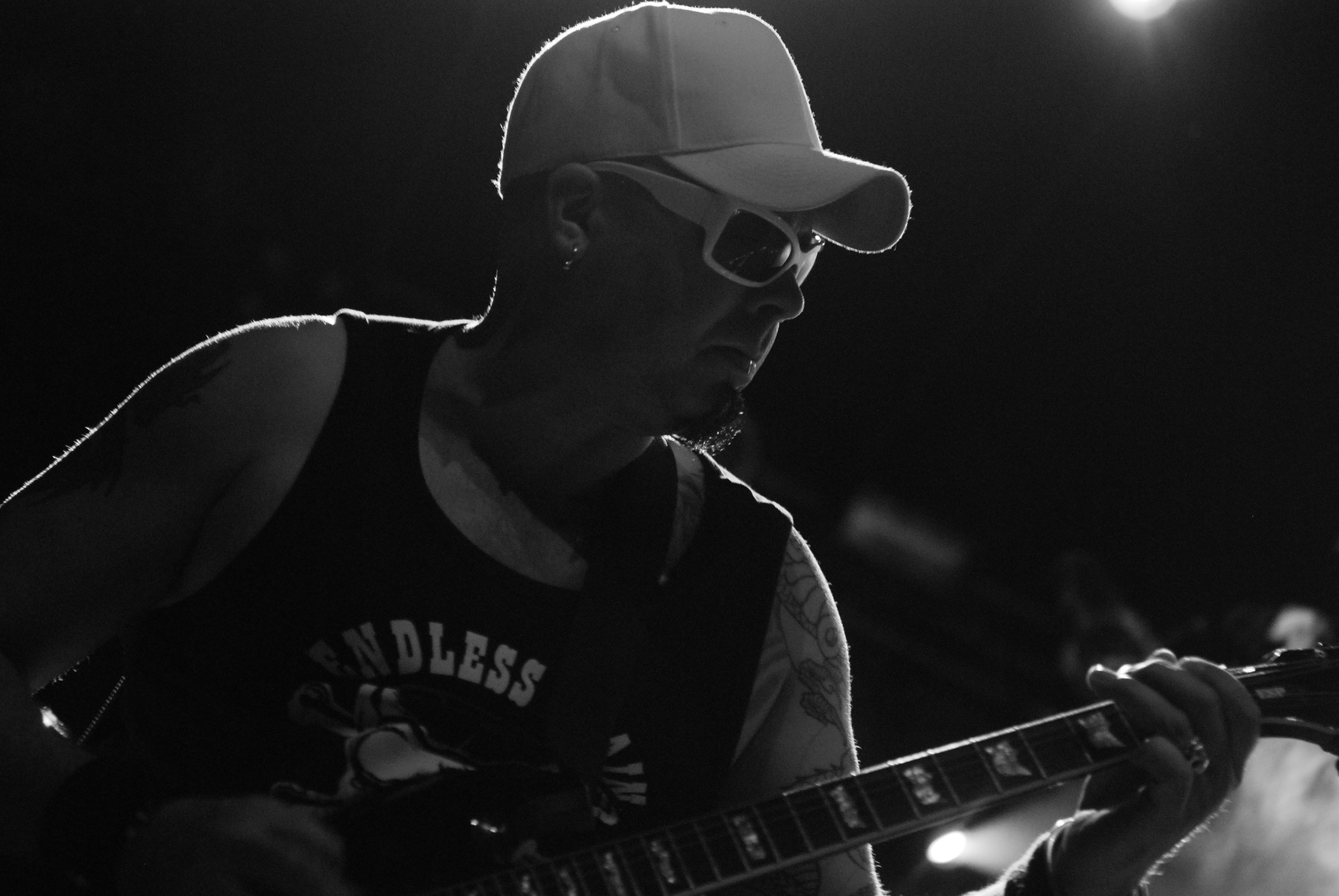
Стив Уайт на концерте KMFDM в Болькуве в 2009 году

Ключевым в критическом восприятии группы релизом стал альбом Naïve — «одна из сильнейших записей» в каталоге KMFDM, по мнению Тома Эрлевайна из AllMusic; в этом же соглашаются его коллеги Нед Рэггет и Энди Хиндс; Чак Эдди из журнала Spin называет Naïve «самым весёлым альбомом индастриал-дэнса».
Последующие альбомы, изданные в 1990-е годы, считаются наиболее удачными в творчестве группы, хотя и несколько сдавшими позиции под конец десятилетия; Майкл Саундерс из The Boston Globe в 1995 году называет KMFDM «творцами уплотнённых потоков постиндустриального шума, опасных для непосвящённых». Макдональд в 1996-м признаёт, что «в условиях, когда Ministry скатились в грайндкор, Skinny Puppy распались, а Nine Inch Nails стали коммерческим брендом, KMFDM остаются знаменосцами „индустриальной“ музыки».
После роспуска группы в 1999 году Грег Рул заявил, что KMFDM, выпустив девять «высокомощных» записей, заслужили большое количество преданных поклонников по всему миру; Эрлевайн называет KMFDM «одной из главных индастриал-групп 90-х годов». Альбомы, выпущенные в 2000-х годах, были хорошо приняты критиками, хотя и отмечались за возрастающую повторяемость. Альбомы, выпущенные в позднейший период, — Blitz и WTF?!, — оцениваются как движущиеся в сторону более электронного звучания.

## Состав
| Действующий состав - Саша Конецко — вокал, гитары, программирование, клавишные, перкуссия (с 1984); - Лючия Чифарелли — вокал, клавишные (с 2002); - Энди Сэлвэй — ударные (с 2002). | Значимые бывшие участники - Рэймонд Уоттс — вокал, программирование (1984—1988, 1995, 1997, 2002—2003); - Эн Эш — вокал, ударные, гитары, программирование (1986—1999); - Гюнтер Шульц — гитары, программирование (1990—1999); - Марк Дюрант — гитары (1992—1997); - Тим Шёльд — вокал, гитары, ударные, программирование (1997—1999, 2002, 2009); - Джулз Ходжсон — гитары, клавишные (с 2002); - Стив Уайт — гитары (с 2005). |

## Дискография

### Студийные альбомы
| - Opium (1984) - What Do You Know, Deutschland? (1986) - Don't Blow Your Top (1988) - UAIOE (1989) - Naïve (1990) - Money (1992) - Angst (1993) - Nihil (1995) - Xtort (1996) - Symbols (1997) - Adios (1999) | - Attak (2002) - WWIII (2003) - Hau Ruck (2005) - Tohuvabohu (2007) - Blitz (2009) - WTF?! (2011) - Kunst (2013) - Our Time Will Come (2014) - Hell Yeah (2017) - Paradise (2019) - Hyëna (2022) - Let Go (2024) |

## Цитаты
1. ↑  «Мне не столь сильно нравится [альбом] Money, нежели Angst. <…> Money записывали в спешке, и к тому же я был на гастролях с Pigface и поэтому не имел влияния на результат. Мне действительно нравится Angst; он мне совершенно по нраву.»[25] Оригинальный текст (англ.)"I didn't like Money too much," "I like this album way more. Money was done in a hurry, and I was doing a major Pigface tour, so I didn't have much influence on the album. I really like Angst. I'm totally down with it."
2. ↑  «„Меня тошнит от „Juke Joint Jezebel“, — говорит Конецко, написавший песню за несколько лет до того, как к группе присоединилась Чифарелли; с 2003 года песня не исполнялась в живую. — Когда мы в студии сводили эту песню, я думал: „О Боже, это ужасно“. Я не хотел включать её в [трек-лист альбома] Nihil, но нас в TVT, — нашем тогдашнем лейбле, — убедили в обратном. „Это будет хитом!“ — говорили они, а я ответил, что не хочу хитов. Но она нам отплачивает и по сей день.“»[28]Оригинальный текст (англ.)“I am so sick of ‘Juke Joint Jezebel,’ ” says Konietzko, who wrote the song a few years before Cifarelli joined the band and has not performed it live since 2003. “When we were in the studio mixing that song, I thought, ‘This is god awful.’ I didn’t want to put it on Nihil, but everybody at TVT, our label at the time, wanted it on the album. ‘It’s going to be a hit,’ they said. And I said, ‘I don’t want no hits!’ But it pays the rent, to this day.”
3. ↑  «Эн Эш и я всегда были краеугольным камнем, на котором держится существование KMFDM. Как авторы мы диаметрально противоположны друг другу — „устрашающие“ вещи – это по его направлению, „тяжёлые“ – по моему.»[31]Оригинальный текст (англ.)"En Esch and myself have always been the cornerstone of KMFDM's existence. And we are diametrically opposed as writers. The angsty stuff generally comes from him. The poppy, hard stuff comes from me."
4. ↑  «Саша и я, конечно, разные. Но именно это как раз и срабатывает. Наши лучшие и худшие качества противопоставляются. Если по-простому, то он [Конецко] более организованный и стабильный, а я более сложный и абстрактный.»[25]Оригинальный текст (англ.)"Sascha and myself are different, of course. But that's why we can still make things happen. Our best and worst qualities are contrary. To put it simply, he's more organized and stable, I'm more complicated and abstract."
5. ↑  «Как известно многим фанатам KMFDM, последние два альбома не доходили до того уровня качества, которого желал Конецко. „Я прослушивал альбом Symbols и стал понимать, почему KMFDM распалась тогда, — говорит он. — Я увидел историю о том, что пошло не так. В этом альбоме, быть может, хороших песен было всего две, а остальные — лишь куча компромиссного хлама. Это было что-то, что я не должен был делать вновь.“»[45]Оригинальный текст (англ.)As most KMFDM fans know, the last two albums weren't up to the level that Konietzko wanted. "I listened to the 'Symbols' album and heard exactly why KMFDM broke up in the first place," he said. "It told me the story of what went wrong. There were maybe two (good) songs on that album and the others were just a bunch of compromising tug-of-wars. That was something I was not going to do again."
6. ↑  «Radio Nietzsche: Вы покинули группу [KMFDM] в 1999 году. Какова была причина? / Эн Эш: На самом деле я не уходил из группы. Правильней будет сказать, что я не вернулся, когда [меня] об этом попросили. Было много негатива между Сашей, Гюнтером [Шульцем] и мной. В итоге мы по телефону переговорились и решили, что будем расходиться.»[46]Оригинальный текст (англ.)"Radio Nietzsche: You left the band in 1999, what was the reasoning behind this?

En Esch: I didn’t actually quit, I rather didn’t go back when asked. There was a lot of negative energy between Sascha and Guenter Schulz and myself and we all decided on the phone to call the band quits."
7. ↑  «— (Hybrid Magazine) MDFMK издавалась на Universal/Republic Records. Почему новый альбом KMFDM не был на этом же лейбле?
— (Саша Конецко) В Universal Records дали понять, что не будут продолжать сотрудничество, пока я не буду делать для них „коммерчески доступный“ продукт. Я же дал понять, что не заинтересован в записи такой музыки, которую они считают „коммерчески доступной“.»[15]Оригинальный текст (англ.)HYBRID: MDFMK was on UNIVERSAL/Republic Records, I was wandering why wasn't the new KMFDM album on that label as well?
Sascha Konietzko: Universal made it very clear that they did not want to continue work with me unless I was basically delivering a commercially accessible product. I made it very clear that I was not interested in making music according to their opinions that would be "commercially accessible".
8. ↑  «— (Крис Карри) К счастью, вам дали возможность уйти [с лейбла] — не всякому исполнителю так везёт.
— (Саша Конецко) Да, мне дали эту возможность, и вы правы в том, что не у каждого так получается. Однако, я не такой, как все — я весьма откровенен и обычно получаю, что хочу. Есть некоторые группы, которые, заключив контракт, могут надолго в нём „застрять“. Такого мне бы, конечно, не хотелось, и поэтому я сделал свой выбор. Они согласились, и мы, подписав все бумаги, были далее свободны от всяких обязательств. И вот я подумал: „На какой лейбл мне подписываться теперь?“ Тогда я позвонил в Metropolis Records и спросил: „Хотите принять у себя KMFDM?“ Они отвечают: „Конечно. Кто будет в группе?“ Я же отвечаю: „Пока что только я — не знаю насчёт остальных.“ И они сообщают: „Хорошо. Займёмся.“[8]»Оригинальный текст (англ.)CC: Thankfully they gave you the option to leave; most artists don't get that.
SK: Yea, I did get the option to leave and you're right not everybody gets that. However, I'm not like everybody else. I'm pretty outspoken and I usually get my way. Of course there are some bands out there that are frozen into some sorta contract and I don't wanna get fucked like that. So I made my points. They agreed and we signed my release papers that day and I was free to go without any further obligations to them. So then I was like, "Who's gonna be my next label home?" I called up Metropolis Records and asked if they'd be interested in taking on KMFDM. They said, "Absolutely. Who's gonna be in the band?" I said, "I don't know other than myself." And they said, "Fine. Let's do it."
9. ↑  «Эн Эш: <…> Я был рад той свободе, которую обрёл в своём творчестве. Потому я отказался от мысли с быстрым воссоединением „прежней“ KMFDM.»[46]Оригинальный текст (англ.)"En Esch: [...] I was happy about my new creative freedom at that time and so I refused the concept of a fast reunion of the original KMFDM."
10. ↑  «Конецко говорит, что все противоречия, терзавшие группу в последние годы прошедшего века, уже позади. „На записи Attak группа ощущается такой, какой была в самом начале. И это не только потому, что это снова весело, но и потому что мы избавились от всех личных измышлений, когда-то бывших частью группы“.»[45]Оригинальный текст (англ.)Konietzko said all the strife and differences that plagued the band toward the last years of the past century have come to an end. "With 'Attak,' the band feels like what it was in the beginning. Not only is it fun again, but it's devoid of all the personal confrontations due to egos and fractions that were once a part of the band."
11. ↑  «Единственная вещь, которую Конецко не считает необходимой — воссоединение с прежними участниками группы; особенно это касается Эн Эша и Тима Шёльда. „Не думаю, что воссоединение с Эн Эшем когда-нибудь случится, — говорит он. — Мы уже слишком сильно разошлись, к тому же с Эшем сложно работать. Мне же удобнее работать с тем, что есть сейчас — с Лючией мы превосходная команда. Я — не любитель всяких воссоединений.“»[28]Оригинальный текст (англ.)One thing that still doesn’t feel quite right to Konietzko is a reunion with past members, particularly co-founder En Esch (also of Pigface, who left in 1999) and more recent collaborator Tim Skold (Shotgun Messiah, Marilyn Manson). “I don’t think a reunion with En Esch is going to happen,” he says. “We have ripped ourselves very far apart, and he’s difficult to work with and I don’t want to subject myself to that. I am quite comfortable with the way things are right now — Lucia and I are an excellent team, and I’m not a fan of reunions."
12. ↑  «— (Саша Конецко) <...> Прежде было два человека, которые придумывали песню — я и Джулз [Ходжсон]. На этой записи я сказал Энди [Сэлвею] и Стиву [Уайту]: „Почему бы вам, парням, не придумать что-нибудь?“»[67]Оригинальный текст (англ.)Principally in the past, there used to be 2 people that would start songs: me and Jules. On this record I said to the other 2 guys, Andy (Selway) and Steve (White), Why don't you guys come up with something?
13. ↑  «Боязнь потерять каталог обусловило необходимость переиздания, которое, помимо ремастеринга звука, включает в себя обширный комментарий Конецко. „Альбомы были записаны и впервые выпущены на Wax Trax!, [впоследствии] проданном TVT. Затем обанкротился TVT, что заморозило каталог, — говорит Конецко. — Теперь, после трёхлетнего разбирательства, я смог заполучить его обратно. Согласно прежним договорённостям, права на каталог вернулись бы ко мне в 2008-м, но TVT и Rykodisc думали выпустить сборник, что затянуло бы дело, чего я не хотел.“»[56]Оригинальный текст (англ.)The fear of losing the catalog sparked the remastering, which also includes in-depth liner notes written by Konietzko. "The albums were originally recorded for Wax Trax, which was sold to TVT. But then TVT defaulted on a loan and that froze the catalog. So, after a three-year battle, I was able to get the catalog back.

"The original agreement was that the catalog would have reverted back to me in 2008, anyway, but TVT and Rykodisc were thinking of just making a KMFDM compilation, which would have eliminated my catalog, and I didn't want that."
14. ↑  «После расстрела в „Колумбайн“ больше всего я опасался, что найдутся подражатели, которые захотят сотворить что-то подобное в будущем. К сожалению, я был прав.»[72]Оригинальный текст (англ.)One of my biggest concerns immediately following this incident was that there would be copycats repeating such things in the future, as there often are when people commit heinous crimes and acts of violence.
I was, unfortunately, rightОригинальный текст (норв.)En av mine største bekymringer umiddelbart [...] var at noen skulle kopiere lignende ting i framtida, som det ofte er når mennesker begår grufull vold.
Jeg fikk, dessverre, rett.
15. ↑  «Мы попробовали привлечь к делу гитаристов... Мы пытались быть настоящей группой, особенно в творческом плане.»[25]Оригинальный текст (англ.)"We've tried to involve guitar players, we tried to be like a real band, especially in the creative kind of aspect"
16. ↑  «…Было просто интересно попользоваться этим как своего рода подкреплением уайт-нойза в нашей музыке. Внезапно хэви-метал освободился от всех этих изменений темпа и скучных положений, которые всегда в нём были. То, что я всегда больше всего ненавидел в хэви-метале — это когда хорошие риффы использовались лишь однажды и более нигде не повторялись. Поэтому главным для нас было взять лучший рифф, сделать из него луп, и проигрывать его снова и снова.»[95]Оригинальный текст (англ.)It was just interesting to use it as a kind of white noise reinforcement for our music. All of a sudden heavy metal was free from all those tempo changes and boring attitudes it always had. What I always hated most about heavy metal was that the best riffs came only once and were never repeated. So the fascination, actually, was to sample a great riff, loop it, and play it over and over again.